# Інваріантна множина
Інваріантна множина — це множина {\displaystyle {\mathcal {M}}}, що для заданої динамічної системи {\displaystyle {\dot {x}}=f(x)} з початковою точкою {\displaystyle x_{0}}, задовольняє {\displaystyle x(0)\in M\Rightarrow x(t)\in {\mathcal {M}}\ \forall \ t\in \mathbb {R} }. Інтуїтивно це означає, що якщо траєкторія динамічної системи потрапляє в {\displaystyle {\mathcal {M}}}, тоді вона її ніколи не залишає.
Додатно інваріантна множина {\displaystyle {\mathcal {M}}} задовольняє {\displaystyle x(0)\in M\Rightarrow x(t)\in {\mathcal {M}}\ \forall \ t\geq 0}.

## Приклади інваріантних множин
- Точка рівноваги
- Граничний цикл